# Charles Peter Kennedy
Charles Peter Kennedy (ur. 25 listopada 1959 w Inverness, Szkocja, zm. 1 czerwca 2015 w Fort William) – brytyjski polityk, przywódca partii Liberalnych Demokratów w latach 1999–2006.
Wychowany w wierze katolickiej, uczęszczał do szkoły średniej w Lochaber, a następnie podjął studia z filozofii i politologii na Uniwersytecie w Glasgow. Działał w organizacjach studenckich (był m.in. członkiem klubu dyskusyjnego Dialectic Society), w czasie studiów wstąpił do Partii Socjaldemokratycznej. Po ukończeniu studiów podjął w 1982 pracę w szkockim oddziale BBC jako dziennikarz; wkrótce otrzymał stypendium Fulbrighta i wyjechał na dalszą naukę do USA; na Indiana University zajmował się m.in. dorobkiem publicystycznym lidera Partii Socjaldemokratycznej Roya Jenkinsa.
W czasie pobytu w USA został kandydatem Partii Socjaldemokratycznej w wyborach parlamentarnych i w wieku 23 lat uzyskał mandat do Izby Gmin ze szkockiego okręgu Ros, Cromarty i Skye (1983); mandat ten zachował w sześciu kolejnych wyborach. W krótkim czasie stał się jednym z bardziej wpływowych polityków swojej partii i pozycję taką zachował także po połączeniu socjaldemokratów z Partią Liberalną w 1988 i utworzeniu Liberalnych Demokratów. W latach 1990–1994 pełnił funkcję prezydenta partii Liberalnych Demokratów (stanowisko nie jest jednoznaczne z liderem partii), odpowiadał za politykę partyjną w sprawach m.in. Szkocji, Europy, spraw lokalnych, rolnictwa i spraw społecznych.
W sierpniu 1999 po rezygnacji Paddy Ashdowna został wybrany na przywódcę Liberalnych Demokratów. Pracował nad podniesieniem znaczenia partii i wzmocnienia jej pozycji na scenie politycznej zdominowanej przez Partię Pracy i Partię Konserwatywną. Udało mu się doprowadzić do poprawy wyników partii o kilka procent, do ponad 22% w 2005; przełożyło się to na 62 miejsca w Izbie Gmin, najwięcej od lat 20. XX wieku. Ze względu na kilka prestiżowych porażek w okręgach wyborczych nasiliła się jednak wewnątrzpartyjna krytyka Kennedy'ego; pod jej wpływem, a także oskarżeń o alkoholizm, zrezygnował z funkcji lidera Liberalnych Demokratów w styczniu 2006.